# Nikanor (Niesłuchowski)

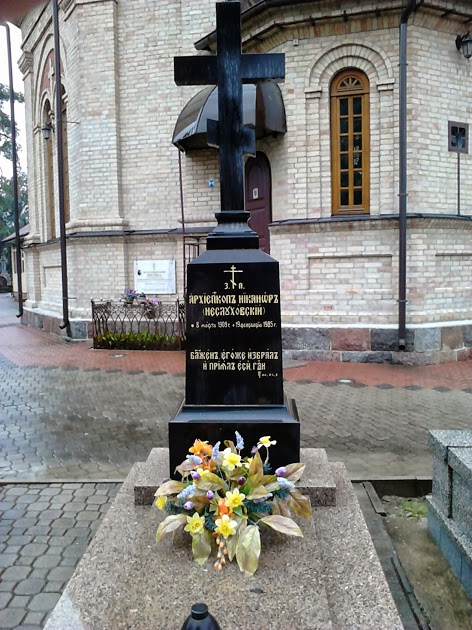
Grób arcybiskupa Nikanora

Nikanor, imię świeckie Mikołaj Niesłuchowski (ur. 8 marca 1909 w Rawaniczach na Białorusi, zm. 19 lutego 1985 w Białymstoku) – polski biskup prawosławny.

## Życiorys
Urodził się 8 marca 1909 we wsi Rowanicze na Białorusi w rodzinie psalmisty. Szkołę podstawową ukończył w Ostrówkach w powiecie nieświeskim, gdzie przybył wraz z rodzicami w 1912.
W 1930 ukończył Seminarium Duchowne w Wilnie. W 1934 r. ukończył prawosławny wydział Teologiczny Uniwersytetu Warszawskiego ze stopniem magistra teologii prawosławnej.
Na kapłana został wyświęcony jako biały (żonaty) duchowny. Owdowiał w 1944, gdy jego żona Olga zginęła w czasie walk radziecko-niemieckich o wieś Jaczno na Białostocczyźnie. Sam duchowny został wówczas ranny.
9 grudnia 1952 metropolita warszawski i całej Polski Makary przedstawił soborowi biskupów Polskiego Autokefalicznego Kościoła Prawosławnego trzy kandydatury duchownych do przyjęcia chirotonii biskupiej i objęcia katedry wrocławskiej i szczecińskiej: ks. Mikołaja Niesłuchowskiego, ks. Jana Lewiarza oraz archimandryty Stefana (Rudyka). Spośród przedstawionych propozycji biskupi wybrali archimandrytę Stefana.
W 1953 był jednym z członków delegacji PAKP na uroczystości restytucji Patriarchatu Bułgarskiego.
W 1964, będąc nadal białym duchownym, otrzymał nominację biskupią. Po złożeniu wieczystych ślubów mniszych, w czasie których przyjął imię zakonne Nikanor, został biskupem pomocniczym diecezji warszawsko-bielskiej z tytułem biskupa lubelskiego. Pozostawał nim od 1965 do 1966. Katedrę białostocko-gdańską objął w 1966, gdy dotychczasowy biskup białostocki Stefan został metropolitą warszawskim i całej Polski po śmierci metropolity Tymoteusza.
Decyzją Świętego Soboru Biskupów w 1966 powołany ordynariuszem diecezji białostocko-gdańskiej. Ingres na katedrę białostocką odbył się 8 maja 1966. W 1978 otrzymał godność arcybiskupa, zaś dwa lata później otrzymał prawo noszenia brylantowego krzyża na kłobuku.
Jako ordynariusz diecezji białostocko-gdańskiej bezskutecznie starał się o zgodę władz na budowę nowej świątyni prawosławnej w Białymstoku, podkreślając, że istniejące cerkwie nie wystarczały, by zapewniać pełną opiekę duszpasterską nad wiernymi. Uzyskał jednak jedynie zezwolenie na budowę nowej świątyni prawosławnej na działce w pobliżu cerkwi św. Marii Magdaleny w Białymstoku. Odmówił jej przyjęcia, twierdząc, że istnienie dwóch obiektów sakralnych w bliskim sąsiedztwie jest bezcelowe. Przeprowadził kapitalny remont soboru św. Mikołaja w Białymstoku, zaś w 1979 wyświęcił nową cerkiew Zaśnięcia Najświętszej Maryi Panny w Białymstoku–Starosielcach.
Osobiście prowadził katechezę dla dzieci w budynku parafii Wszystkich Świętych w Białymstoku, gdzie też sam zamieszkiwał, zainicjował także odrębne Święte Liturgie adresowane w szczególny sposób do dzieci.
Brał udział w ruchu na rzecz pokoju. Występował na konferencjach dotyczących udziału prawosławnych w ruchu na rzecz pokoju w Bułgarii, ZSRR i Rumunii.
18 lipca 1981 przeszedł w stan spoczynku. Zmarł cztery lata później w Białymstoku i został pochowany na cmentarzu parafialnym parafii Wszystkich Świętych.
Będąc inwigilowanym przez aparat bezpieczeństwa SB, był zarejestrowany jako tajny współpracownik SB o pseudonimie „Magister”.

## Odznaczenia
- Krzyż Kawalerski Orderu Odrodzenia Polski (1969)[11]